# Centruroides limbatus
Centruroides limbatus is een schorpioenensoort uit de familie Buthidae die voorkomt in Midden-Amerika. Centruroides limbatus is 6 tot 11 cm groot.
Het verspreidingsgebied van Centruroides limbatus omvat Honduras, Nicaragua, Costa Rica en westelijk Panama (Bocas del Toro). De soort komt voor in bosgebieden van zeeniveau tot 1400 meter hoogte en is algemener in de Caribische regio dan in de Pacifische regio.
Centruroides limbatus leeft op de bosbodem, is nachtactief en voedt zich met andere geleedpotigen. Deze schorpioen houdt zich ook vaak op in huizen en andere gebouwen op zoek naar schuilplaatsen en voedsel.